# Firestar
Angelica « Angel » Jones, alias Firestar est une super-héroïne évoluant dans l'univers Marvel de la maison d'édition Marvel Comics. Créé par Dennis Marks, Dan Spiegle, Christy Marx (en), John Romita Sr. et Rick Hoberg, le personnage de fiction et apparaît pour la première fois en tant que Fire-Star dans le premier épisode de la série d'animation Spider-Man and His Amazing Friends, diffusé sur NBC le 12 septembre 1981.
Par la suite, le personnage apparaît en bande dessinée dans la continuité Marvel comme Firestar à partir du comic book Uncanny X-Men #193 en mai 1985.

## Historique de la publication
Le personnage de Firestar est tout d’abord créé pour la série d'animation intitulée Spider Man and his Amazing Friends (en version française Spider-Man et ses amis extraordinaires), une série qui passait le samedi au début des années 1980. Elle est créée en remplacement du personnage de la Torche humaine (Johnny Storm) qui, pour des raisons de droits cinématographiques, ne pouvait pas être inclus dans la série.
Dans cette série, Fire-Star est une ancienne X-Men, tout comme Iceberg (Bobby Drake), autre protagoniste récurrent. Fire-Star a aussi une liaison avec Feu du soleil, ces trois héros formant un triangle amoureux.
Par la suite, le personnage de Firestar est repris par le scénariste Chris Claremont dans sa série de comic book Uncanny X-Men, où elle apparaît dans le numéro 193. La propre mini-série de Firestar avait été programmée bien avant la parution de cet épisode mais, pour des raisons d’impression, ne sortit finalement qu'après son apparition dans Uncanny X-Men.

## Biographie du personnage

### Origines
Les pouvoirs d'Angelica Jones apparurent quand cette dernière eut treize ans. À la mort de sa grand-mère, elle vécut seule avec son père, Bart, qui l'adorait mais craignait l'état mutant de sa fille.
Un jour, Emma Frost la recruta dans son école et elle fut admise au sein des Hellions. Angelica reçut un entraînement exclusif, car Frost voulait en faire son assassin personnel. Quand le garde du corps de la directrice se sacrifia pour exposer les plans d'Emma, Angelica, surnommée Firestar, quitta l'école, dépitée et amère, après avoir saccagé une bonne partie du campus.

### Parcours
Angelica Jones reprit sa vie d'adolescente jusqu'à ce que Night Thrasher la recrute dans son équipe, les New Warriors. Elle découvrit l'amour avec Marvel Boy (appelé plus tard Justice), avec qui elle entra chez les Vengeurs.
Elle découvrit que ses micro-ondes risquaient de la rendre stérile, et reçut l'aide du docteur Henry Pym qui lui fabriqua un costume spécial. Elle resta membre réserviste des Vengeurs jusqu'à la dissolution du groupe.
Elle reprend ses études à l'université où elle rencontre un autre étudiant super-héros, Gravity. Elle aide ce dernier lorsqu'il rencontre des difficultés à gérer sa double vie. Les deux feront équipe avec Nomad, Spider-Girl et Toro pour combattre Superior (Anton Ivanov), le fils du Leader.
Lors de l’évènement Absolute Carnage (en), elle fait partie du groupe qui part secourir Misty Knight. Puis elle fait partie du combat final des héros contre Carnage et ses disciples.

## Pouvoirs, capacités et équipement
Firestar est une mutante qui peut générer et maîtriser l'énergie micro-ondes, un rayonnement électromagnétique de longueur d'onde intermédiaire entre l'infrarouge et les ondes radio. Absorbant continuellement l’énergie micro-ondes à partir de son environnement, notamment l’énergie émise par les étoiles, elle peut la restituer sous deux formes principales.
En complément de ses pouvoirs, Angelica Jones est une personne normale qui ne possède aucun don particulier, dotée d'une force d’une femme de son âge et de sa corpulence qui s’entraîne physiquement de façon régulière.
- Firestar peut focaliser son énergie en une rafale thermique brûlante ou s'en servir pour voler dans les airs.
- Le costume qu'elle porte la protège totalement du rayonnement qu'elle génère. Bien qu'elle soit insensible à ses propres micro-ondes, à une époque elle risqua de devenir stérile à cause d'une exposition prolongée à celles-ci. Mais le docteur Hank Pym lui fournit un costume spécial, faisant disparaître ce problème[1].

Étant encore une jeune adulte, elle apprend pour le moment à maximiser ses pouvoirs, ceux-ci étant susceptibles d'augmenter dans le futur avec sa maturité. Ainsi, l'étendue exacte de ses capacités n'est pour le moment pas encore connue précisément.

## Apparition dans d'autres médias

### Télévision
- 1981-1983 : Spider-Man et ses amis extraordinaires (série d'animation)
- 2008 - 2009: Wolverine et les X-Men (série d'animation)